# 坎特伯里 (特拉華州)
坎特伯里（英語：Canterbury）是位於美國特拉華州肯特縣的一個非建制地區。該地的面積和人口皆未知。

## 地理
坎特伯里的座標為39°02′33″N 75°33′20″W / 39.04250°N 75.55556°W，而該地的平均海拔高度為17米（即56英尺）。